# 硫化物
硫化物（りゅうかぶつ、英: sulfide/sulphide）とは、硫黄化合物のうち硫黄原子が最低酸化数である-2を持つものの総称。言い換えると、硫化水素 (H-S-H) の H を他の原子に置換した構造を持つ化合物である。普通は特に、硫黄の2価の陰イオン（硫化物イオン）と各種陽イオンから構成された塩の形をとる化合物、もしくは他の元素との無機化合物（硫化水素、二硫化炭素など）を指す。

## 硫化物イオンとその塩
硫化物イオン S2-はNa2S,CaSなどの金属硫化物の結晶中に見られる。水溶液中ではほぼ全てが加水分解して硫化水素イオン HS-として存在する。
S2− +  H2O  →  HS− +  OH-
このために溶液は強い塩基性を示す。S2-は水溶液中では全く存在しないとも言われる。硫化水素イオンは硫化水素を水酸化アルカリなどの塩基性水溶液に溶解することでも発生する。これらは酸化されやすく、還元剤となる。
遷移金属塩の水溶液は硫化物 (H2S, NaSH, Na2S 等) と反応して固体の塩を沈澱する。このような硫化物塩は水溶解度が非常に低く、また半導体の性質をもつものも多い。有名な例は硫化カドミウム (CdS) で、鮮やかな黄色の顔料としてカドミウムイエローとも呼ばれるが、半導体としても光センサー（光により電気抵抗が変化する）などに用いられる。また硫化亜鉛 (ZnS) なども半導体として用いられる。これらの化合物は塩と呼ばれるものの、その結合は共有結合性が強く、半導体の性質もこれによる。
硫化鉄（黄鉄鉱、磁硫鉄鉱など）や二硫化モリブデン（輝水鉛鉱）など、鉱物として天然に存在するもの（硫化鉱物）も多い。

## その他の硫化物
その他の硫化物としては、例えば非金属元素である炭素との化合物である二硫化炭素 (CS2, S=C=S) などがある。これらは完全な共有結合化合物である。また広義には、複数の硫黄原子が直接結合した構造を持つ二硫化物、多硫化物も含める。
さらに有機化合物でも C-S-C または H-S-C という構造をもつ個々の化合物は「硫化〜」という名で呼ばれることもある。例としては硫化メチル（硫化ジメチル、ジメチルスルフィド）、硫化アリル（ジアリルスルフィド）などがある。これらの総称は英語では硫化物と同じく sulfide (sulphide) と呼ばれるが、日本語では硫化物ではなくスルフィドと呼ぶ。

## 硫化鉱物
鉱物学において、金属元素が硫黄と結合している鉱物を硫化鉱物（りゅうかこうぶつ、英: sulfide mineral）という。黄鉄鉱 (FeS2)、輝水鉛鉱 (MoS2)、黄銅鉱 (CuFeS2)、方鉛鉱 (PbS)、辰砂 (HgS) などがある。